# Phthonandria emarioides
Phthonandria emarioides är en fjärilsart som beskrevs av Eugen Wehrli 1941. Phthonandria emarioides ingår i släktet Phthonandria och familjen mätare. Inga underarter finns listade i Catalogue of Life.